# ベフゾド・アブドゥライモフ
ベフゾド・アブドゥライモフ（Behzod Abduraimov、露: Бехзо́д Абдураи́мов ビェフゾート・アブドゥライーマフ、1990年9月11日 - ）は、ウズベキスタン出身のピアニスト。

## 来歴
タシュケントでムスリムの家庭に生まれる。5歳の頃から母親によってピアノを教わりはじめ、後にタマラ・ポポヴィチに師事し同地のウスペンスキー記念音楽アカデミーを卒業した後、ミズーリ州のパーク大学で同郷出身のスタニスラフ・ユデニチの元、研鑽する。
2009年4月にロンドン国際ピアノコンクールに優勝。その4日後にジャン＝フィリップ・コラールの代役としてシャルル・デュトワ指揮ロイヤル・フィルハーモニー管弦楽団と共演し、同年10月に行われたウラディーミル・アシュケナージ率いるシドニー交響楽団のアジアツアーにはソリストとして抜擢された。2011年2月にはデッカ・レコードと録音の専属契約を結び、2012年3月にデビュー盤をリリースした。また、2014年5月にはシャルル・デュトワ率いるボストン交響楽団のアジアツアーに参加し、同年6月にはデッカから初の協奏曲アルバムをリリースする。
2004年に若い音楽家のためのチャイコフスキー国際コンクールに出場するために倉敷市に来日している。2012年8月にはプロとして初来日しクシシュトフ・ウルバンスキ指揮の東京交響楽団と共演し、2014年6月には彩の国さいたま芸術劇場にて日本で初リサイタルを開く。